# Cei trei muschetari (film din 1921)
Cei trei muschetari (în engleză The Three Musketeers) (1921) este un film mut american bazat pe romanul Cei trei muschetari de Alexandre Dumas. A fost regizat de Fred Niblo, cu Douglas Fairbanks ca d'Artagnan. Pelicula originală conține scene filmate în Handschiegl Color Process (numit ca "Wyckoff-DeMille Process"). Filmul are un sequel, The Iron Mask (1929), cu Fairbanks ca d'Artagnan și DeBrulier în rolul Cardinalul Richelieu. Cei trei muschetari a avut premiera la 28 august 1921.
Mișcarea atletică a lui Douglas Fairbanks cu o singura mână pentru a apuca o sabie în timpul unei scene de luptă din acest film este considerată ca fiind una dintre cele mai mari cascadorii a perioadei timpurii a cinematografiei.

## Distribuție
- Douglas Fairbanks este d'Artagnan
- Léon Bary este Athos
- George Siegmann este Porthos
- Eugene Pallette este Aramis
- Boyd Irwin este Contele de Rochefort
- Thomas Holding este Ducele de Buckingham
- Sidney Franklin as Monsieur Bonacieux
- Charles Stevens este Planchet
- Nigel De Brulier este Cardinalul Richelieu
- Willis Robards este Căpitanul de Treville
- Lon Poff este Părintele Joseph
- Mary MacLaren este Regina Ana de Austria
- Marguerite De La Motte este Constance Bonacieux
- Barbara La Marr este Milady de Winter
- Walt Whitman este tatăl lui d'Artagnan
- Adolphe Menjou este Ludovic al XIII-lea
- Charles Belcher este  Bernajoux

## Vezi și
- Listă de ecranizări ale romanului Cei trei muschetari
- Listă de filme americane din 1921
- Listă de filme străine până în 1989

## Legături externe
Materiale media legate de Cei trei muschetari la Wikimedia Commons
- The Three Musketeers la Internet Movie Database
- The Three Musketeers este disponibil pentru descărcare gratuită la Internet Archive [mai mult]
- The Three Musketeers la Allmovie
- The Three Musketeers (1921) - full film - part 1/2 pe YouTube
- The Three Musketeers (1921) - full film - part 2/2 pe YouTube